# Ничего, кроме льда
«Ничего, кроме льда» — короткий научно-фантастический рассказ Дмитрия Биленкина.

## Сюжет
В рассказе обсуждаются душевные переживания членов экипажа звездолёта, которые ради грандиозного научного эксперимента практически вынуждены взорвать звезду и вместе с ней уничтожить обнаруженный ими шедевр природы. Рассказ имеет открытую концовку, то есть не вполне ясно коллективное решение членов экипажа.

## Публикации
- Ничего, кроме льда: [Рассказ] — СБ. НФ: Вып. 14 — М.: Знание, 1974. — С.53-61.
- Ничего, кроме льда: [Рассказ] /Рис. Г.Перкеля. — ABT. Проверка на разумность — М.: Мол. гвардия, 1974. — С.249-259.
- Ничего, кроме льда: [Рассказ] — ABT. Сила сильных — М.: Дет. лит., 1986. — С.135-143.
- Ничего, кроме льда: [Рассказ] — ABT. Приключения Полынова — М.: Знание, 1987. — С.177-183.